# Miodrag Đurić

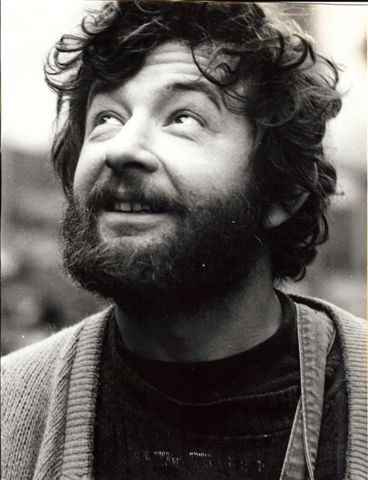
Dado, años 1970

Miodrag Djuric, Miodrag Đurić alias Dado (Cetiña, 4 de octubre de 1933-Pontoise, 27 de noviembre de 2010) fue un artista (pintor, escultor, 
diseñador) montenegrino asentado en Francia.

## Biografía
Se crio en una familia de clase media en Cetiña, capital histórica de Montenegro, entonces parte del Reino de Yugoslavia. Su madre era profesora de biología y su padre funcionario.
Vivió los horrores de la guerra y dejó el colegio. En 1947 ingresó en la escuela de bellas artes de Herceg Novi y luego en la de Belgrado; en 1956 se mudó a París, donde conoció a Jean Dubuffet o Roberto Matta.
En su estudio cerca de París, desarrolló su arte surrealista y ambiguo y expuso por primera vez en el taller de Daniel Codier en 1958.
Se casó con la artista cubana Hessie, a la que conoció en Nueva York y tuvieron cinco hijos.
Desde 2007, se volcó en su página web “El síndrome de Dado” que obtuvo el dominio .museum del Consejo Internacional de Museos en 2010.

## Condecoraciones
- Caballero de la Orden de las Artes y las Letras, 1984